# Swedish Open 2025
Lo Swedish Open 2025, conosciuto anche come Nordea Open per motivi di sponsorizzazione, è stato un torneo di tennis giocato sulla terra rossa. È stata la 77ª edizione del torneo maschile, facente parte della categoria ATP Tour 250 nell'ambito dell'ATP Tour 2025 e la 15ª del femminile, facente parte della categoria WTA 125 del WTA Challenger Tour 2025. Sia il torneo maschile che femminile si sono tenuti presso il Båstad Tennis Stadium di Båstad, in Svezia. Il torneo maschile si è giocato dal 14 al 20 luglio 2025, mentre quello femminile dal 7 al 13 luglio 2025.

## Partecipanti ATP singolare

### Teste di serie
| Nazionalità          | Giocatore            | Ranking* | Testa di serie |
| -------------------- | -------------------- | -------- | -------------- |
| Argentina            | Francisco Cerundolo  | 19       | 1              |
| Paesi Bassi          | Tallon Griekspoor    | 29       | 2              |
| Portogallo           | Nuno Borges          | 37       | 3              |
| Argentina            | Sebastian Baez       | 38       | 4              |
| Argentina            | Camilo Ugo Carabelli | 56       | 5              |
| Italia               | Luciano Darderi      | 59       | 6              |
| Bosnia ed Erzegovina | Damir Dzumhur        | 67       | 7              |
| Rep. Ceca            | Vit Kopriva          | 78       | 8              |

* Ranking al 30 giugno 2025.

### Altri partecipanti
I seguenti giocatori hanno ricevuto una wildcard per il tabellone principale:
- Elias Ymer
- Mikael Ymer
- W.R. Vinciguerra

I seguenti giocatori sono passati dalle qualificazioni:

- Thiago Monteiro
- N.B. Kjaer
- Filip Misolic
- Andrea Pellegrino

### Ritiri
Prima del torneo
- Grigor Dimitrov → sostituito da  Damir Dzumhur
- Hubert Hurkacz → sostituito da  Vit Kopriva

## Partecipanti ATP doppio

### Teste di serie
| Nazione   | Giocatore       | Nazione     | Giocatore      | Ranking* | Testa di serie |
| --------- | --------------- | ----------- | -------------- | -------- | -------------- |
| Argentina | Guido Andreozzi | Paesi Bassi | Sander Arends  | 80       | 1              |
| Monaco    | Romain Arneodo  | Francia     | Manuel Guinard | 84       | 2              |
| Svezia    | André Göransson | Brasile     | Orlando Luz    | 84       | 3              |
| Rep. Ceca | Adam Pavlásek   | Polonia     | Jan Zieliński  | 87       | 4              |

* Ranking del 30 giugno 2025.

### Altri partecipanti
Le seguenti coppie di giocatori hanno ricevuto una wildcard per il tabellone principale:

## Partecipanti WTA singolare

### Teste di serie
| Nazionalità | Giocatore              | Ranking* | Testa di serie |
| ----------- | ---------------------- | -------- | -------------- |
| Italia      | Lucia Bronzetti        | 63       | 1              |
| Francia     | Loïs Boisson           | 66       | 2              |
| Giappone    | Moyuka Uchijima        | 72       | 3              |
| Spagna      | Nuria Párrizas Díaz    | 83       | 4              |
| Egitto      | Mayar Sherif           | 86       | 5              |
| Croazia     | Antonia Ružić          | 91       | 6              |
| Ungheria    | Dalma Gálfi            | 110      | 7              |
| Italia      | Elisabetta Cocciaretto | 116      | 8              |

* Ranking del 30 giugno 2025.

### Altre partecipanti
Le seguenti giocatrici hanno ricevuto una wild-card per il tabellone principale:
- Linea Bajraliu
- Loïs Boisson
- Caijsa Hennemann
- Kajsa Rinaldo Persson

Le seguenti giocatrici sono entrate in tabellone utilizzando il ranking protetto:
- Berfu Cengiz
- Kaja Juvan

### Ritiri
Prima del torneo
- Polina Kudermetova → sostituita da  Ekaterina Makarova
- Diane Parry → sostituita da  Irene Burillo Escorihuela
- Julija Putinceva → sostituita da  Martina Trevisan
- Daria Saville → sostituita da  Louisa Chirico
- Ella Seidel → sostituita da  Berfu Cengiz
- Iryna Šymanovič → sostituita da  Justina Mikulskytė
- Wang Xinyu → sostituita da  Mona Barthel

## Partecipanti WTA doppio

### Teste di serie
| Nazionalità | Giocatore        | Nazionalità | Giocatore         | Ranking* | Testa di serie |
| ----------- | ---------------- | ----------- | ----------------- | -------- | -------------- |
| Giappone    | Makoto Ninomiya  | Giappone    | Moyuka Uchijima   | 156      | 1              |
| Rep. Ceca   | Jesika Malečková | Rep. Ceca   | Miriam Škoch      | 185      | 2              |
| Rep. Ceca   | Anastasia Dețiuc | Lettonia    | Darja Semeņistaja | 231      | 3              |
| Stati Uniti | Jessie Aney      | Stati Uniti | Jessica Failla    | 241      | 4              |

* Ranking del 30 giugno 2025.

## Campioni

### Singolare maschile
Luciano Darderi ha sconfitto in finale  Jesper de Jong col punteggio di 6-4, 3-6, 6-3.
- È il terzo titolo in carriera per Darderi, il secondo in stagione.

### Singolare femminile
Elisabetta Cocciaretto ha sconfitto in finale  Katarzyna Kawa con il punteggio di 6-3, 6-4.

### Doppio maschile
Guido Andreozzi /  Sander Arends hanno sconfitto in finale  Adam Pavlásek /  Jan Zieliński col punteggio di 6(4)-7, 7-5, [10-6].

### Doppio femminile
Jesika Malečková /  Miriam Škoch hanno sconfitto in finale  Irene Burillo /  Berfu Cengiz con il punteggio di 6-4, 6-3.